# جيمس ويلارد
جيمس ويلارد (بالإنجليزية: James Willard)‏ مواليد 22 أبريل 1893 في نيوساوث ويلز - الوفاة 10 يونيو 1968، كان لاعب كرة مضرب أسترالي وكان يلعب باليد اليمنى. كما أنه أحد أبطال الجراند سلام. سبق أن شارك في دورة الألعاب الأولمبية الصيفية.

## النهائيات

### الفردي (الوصافة 1)
| الحصيلة | السنة | البطولة           | الأرضية | المنافس في النهائي | النتيجة في النهائي |
| ------- | ----- | ----------------- | ------- | ------------------ | ------------------ |
| الوصافة | 1926  | أستراليا المفتوحة | عشبية   | جون هوكس           | 6–1, 6–3, 6–1      |

### الزوجي (الوصافة 2)
| الحصيلة | السنة | البطولة           | الأرضية | الشريك      | المنافس في النهائي    | النتيجة في النهائي |
| ------- | ----- | ----------------- | ------- | ----------- | --------------------- | ------------------ |
| الوصافة | 1928  | أستراليا المفتوحة | عشبية   | إدغار مون   | جان بورترا جاك برونون | 2–6, 6–4, 4–6, 4–6 |
| الوصافة | 1930  | فرنسا المفتوحة    | ترابية  | هاري هوبمان | هنري كوشيه جاك برونون | 3–6, 7–9, 3–6      |

### الزوجي المختلط (الألقاب 2, الوصافة 2)
| الحصيلة | السنة | البطولة           | الأرضية | الشريك       | المنافس في النهائي              | النتيجة في النهائي |
| ------- | ----- | ----------------- | ------- | ------------ | ------------------------------- | ------------------ |
| الفوز   | 1924  | أستراليا المفتوحة | عشبية   | دافني أخورست | إسنا بويد إدغار هون             | 6–3, 6–4           |
| الفوز   | 1925  | أستراليا المفتوحة | عشبية   | دافني أخورست | سيلفيا لانس هاربر روبرت شليزنجر | 6–4, 6–4           |
| الوصافة | 1926  | أستراليا المفتوحة | عشبية   | دافني أخورست | إسنا بويد جون هوكس              | 2–6, 4–6           |
| الوصافة | 1927  | أستراليا المفتوحة | عشبية   | يوثا أنتوني  | إسنا بويد جون هوكس              | 1–6, 3–6           |

## روابط خارجية
- جيمس ويلارد على موقع رابطة محترفي التنس (الإنجليزية)
- جيمس ويلارد على موقع الاتحاد الدولي لكرة المضرب (الإنجليزية)
- جيمس ويلارد على موقع كأس ديفيز (الإنجليزية)
- جيمس ويلارد على موقع بطولة ويمبلدون (الإنجليزية)
- جيمس ويلارد على موقع أوليمبيديا (الإنجليزية)